# 924-es busz (Pécs)
A pécsi 924-es jelzésű autóbusz egy éjszakai autóbuszvonal volt, a járatok a Kórház – Ledina – Szamárkút – Búza tér – Autóbusz-állomás útvonalon közlekedtek. Útvonala a Kórház és Király utca között azonos volt a 40-es járat útvonalával, a Király utca – Szamárkút – Búza tér útvonalon pedig a 39-es járat útvonalával.
Ellenkező irányban 914-es jelzéssel közlekedett.

## Története
1978-ban a Kossuth tér és Ezeréves között 3 pár éjszakai járat közlekedett(00.45, 01.45, 03.10 illetve 01.05 02.05 03.30 indulással), Szamárkút és Kossuth tér között pedig egy (4.05 indulással). 1987-ben két, a jelenlegihez hasonló járat közlekedett: 0.50-es indulással Konzum–Szamárkút–Lámpásvölgy-Gesztenyés–Konzum vonalon, 3.00-kor pedig ugyanezen a körön járt, csak fordítva.
A 924-es busz 2008-2009-ben Gesztenyés – Szamárkút – Ágoston tér – Autóbusz-állomás útvonalon közlekedett.

## Útvonala
A járatok útvonala:
| Kórház–Autóbusz-állomás: |
| --- |
| - Kórház - Rákos Lajos utca - Hársfa út - Engel János József utca - Vadász utca - Felsővámház utca - Király utca - Alsóhavi utca - Ady Endre utca - Wass Albert utca - Ady Endre utca - Alsóhavi utca - Lánc utca - Zsolnay Vilmos út - Rákóczi út - Alsómalom utca - Autóbusz-állomás |

## Hasznos linkek
- Az PK Zrt. hivatalos oldala
- Menetrend
- Megnézheti, hol tartanak a 924-es buszok